# Ryan Dusick
Ryan Michael Dusick (ur. 19 września 1977 w Los Angeles, Kalifornia) – amerykański muzyk. 
Należał do zespołu Maroon 5, ale musiał go opuścić z powodu nieuleczalnej kontuzji ramienia. Występował w nim od 1997 do 2006 roku.